# 토니 나르디
토니 나르디(Tony Nardi, 1958년 1월 1일 ~ )는 캐나다의 배우, 텔레비전 배우이다.
칼라브리아주에서 태어났다.

## 영화
- 호첼라가, 랜드 오브 소울즈 (2017년)
- 본 투 비 블루 (2015년)
- 레저렉션 오브 토니 지톤 (2013년) - 마리오 역
- 킹 (2011년)
- 어나더 사일런스 (2011년)
- 맨 온 더 트레인 (2011년) - 로코 역
- 배드 페이스 (2000년)
- 스피킹 파트 (1989년)
- 미팅 (1989년)
- 가스 (1981년)